# 하치스카 고지
하치스카 고지(일본어: 蜂須賀 孝治, 1990년 7월 20일 ~ )는 일본의 축구 선수이다.

## 구단 경력
그는 2012년부터 2024년까지 J리그의 베갈타 센다이, 블라우블리츠 아키타에서 활동하였다.